# Mascarenhas-szigetcsoport
A Mascarenhas-szigetcsoport az Indiai-óceánban, Madagaszkártól 900 km-re keletre található, a déli szélesség 20° tájékán, a keleti hosszúság 57° és 58° fok között. Három nagyobb sziget (Mauritius, a Franciaországhoz tartozó Réunion és a Mauritiushoz tartozó Rodriguez-sziget), valamint egy sor kisebb szirt és sziget tartozik a csoportba. A szigetcsoport a nevét Pedro Mascarenhas (c. 1484–1555) portugál felfedezőről kapta.

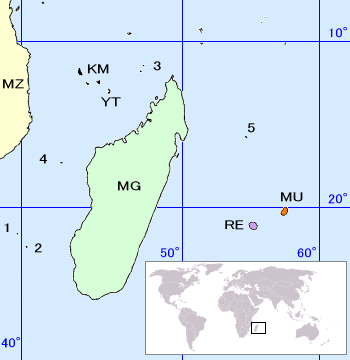
Madagaszkár és környéke

| „Indiai-óceáni francia szigetek”:                                                  | Egyebek: MZ – Mozambik |
| 1. Bassas da India                                                                 | MG – Madagaszkár       |
| 2. Európa                                                                          | KM – Comore-szigetek   |
| 3. Glorioso-szigetek                                                               | YT – Mayotte           |
| 4. Juan de Nova                                                                    | RE – Réunion           |
| 5. Tromelin                                                                        | MU – Mauritius         |
| Madagaszkártól északra, a déli szélesség 10° tájékán a Seychelle-szigeteket látni. |                        |

## Kisebb szigetek
Mauritius északi partjához közel található a háromszög alakú Tüzérzug-sziget, tőle nem messze a Lapos-sziget. A Kígyók szigete és az egyedi, endemikus élővilágáról híres Kerek-sziget valószínűleg tévedésből kapta nevét: a Kígyók szigete ugyanis kerek, és nem élnek rajta kígyók, a Kerek-szigeten pedig él két, sehol máshol elő nem forduló boafaj, az viszont egyáltalán nem kerek.

## Keletkezésük
A szigetek vulkáni eredetűek: tufa- és lávakőzetek építik fel őket. A legtöbb vulkán már kialudt, de a Rodriguez-szigeté még működik. A nagyobb szigeteket atollok övezik (és több kisebbet is).

## Éghajlat
A Baktérítő közelében fekvő szigetek éghajlata alapvetően mediterrán, de szigetek méretétől és tengerszint feletti magasságtól függően az esős trópusitól a száraz, csaknem sivatagi klímán át a mediterrán jellegűig változik. Csapadékviszonyaik szélsőségesen különbözőek: így például Mauritius délkeleti részén az évi csapadékmennyiség 4000 mm körül van; a sziget északnyugati részén körülbelül 1000 mm, a közeli Rodriguez-szigeten pedig sokszor évekig nem esik az eső.

## Élővilág
A szigeteken azok felfedezéséig endemikus fajok sokasága fejlődött ki (főleg madarak és hüllők); ezek harmadát-felét (köztük az oktalanul kipusztított állatok szimbólumává vált, mauritiusi dodót) már kiirtották. A maradék őshonos fajok többsége is végveszélybe került; elsősorban a betelepített kutyák, macskák, mongúzok, majmok, patkányok, nyulak és kecskék pusztítása, másrészt az élőhelyeiket felszámoló cukornád-ültetvények miatt.
Jellemző bennszülött növény a parti szavannákon és a hegyi esőerdőkben elterjedt orsópálma (Hyophorbe verschaffeltii).